# ZALA (БПЛА)
ZALA — марка беспилотных летательных аппаратов (БПЛА, дронов), производящаяся ижевской компанией «ZALA AERO GROUP Беспилотные системы». БПЛА выпускаются вертолётного и самолётного типов. В основном имеют малые габариты, но есть и модель самолёта с размахом крыла 6 м и дальностью полёта до 120 км.

## Производитель
Контрольным собственником компании Zala Aero Group (ООО «ЦСТ») является ижевский бизнесмен Александр Захаров. Захаров также является главным конструктором, в производстве принимают участие сын и дочь Захарова — Никита Александрович Захаров (компания «Аэроскан») и Мария Захарова (НТЦ «Орион»), являясь самыми крупными поставщиками для ООО «ЦСТ».

#### Производство после вторжения России на Украину
После начала вторжения России на Украину Zala Aero Group увеличила производство, продав ВС РФ БПЛА на сумму 5,3 млрд рублей. Расследование «Важных историй» указывает, что Zala Aero Group начала импортировать западные подсанкционные комплектующие для производства дронов, использовав для обхода введённых против России санкций компании-посредники из Узбекистана и других стран.
После российского вторжения ООО «ЦСТ» было включено в санкционные списки всех стран Евросоюза, США, Великобритании, Украины, Новой Зеландии и Австралии из-за использования БПЛА компании российскими военными в ходе нападения на Украину, Александр Захаров и члены его семьи попали под блокирующие санкции США.

## Беспилотные мини-самолёты
Построены по аэродинамической схеме «летающее крыло».
Предназначены для наблюдения в широком диапазоне метеоусловий подстилающей поверхности (в том числе сложного рельефа местности и водной поверхности), определения степени нанесенного ущерба, выявления взрывных устройств, сбрасывания небольших грузов, пограничного контроля, обнаружения нефтяных разливов, обследования состояния ЛЭП и трубопроводов, мониторинга пожаров, наводнений и иных стихийных бедствий, оповещения населения, обеспечения безопасности объектов и людей, поиска и обнаружения людей, а также целеуказания и корректировки огня.

#### Zala 421-04M, 08M
Zala 421-08 впервые демонстрировался на выставке ВВЦ X Международного форума средств обеспечения безопасности государства «INTERPOLITEX-2006» («Интерполитех-2006»). В 2008 году Zala 421-08 проходил испытания на судне ледового класса в условиях полярного дня.
В 2009 году МВД России приобрело для своего подразделения в Байконуре (Казахстан) несколько комплексов БЛА ZALA 421-04M.
В декабре 2012 года один Zala-04 м был передан МЧС РФ по Брянской области.

#### Zala 421-16
При создании аппарата использовались технологии обеспечения малой заметности. Представлялся на выставке МАКС-2009.

#### Zala 421-16E и 16EM
Более лёгкие модификации, чем «421-16», немного отличаются по конструкции, имеют фюзеляж.
421-16E впервые был показан на МАКС-2011. В ходе V Международного салона «Комплексная безопасность-2012» была представлена его модификация 421-16E-М. Представлялся на выставке «Комплексная безопасность-2012»

### Тактико-технические характеристики
| Характеристика                    | 421-04M                                      | 421-08M                                      | 421-16                                       | 421-16E                                      | 421-16EM                                     |
| --------------------------------- | -------------------------------------------- | -------------------------------------------- | -------------------------------------------- | -------------------------------------------- | -------------------------------------------- |
| Радиус действия видео/радиоканала | 15 км / 25 км                                | 15 км / 25 км                                | 50 км / 70 км                                | 70 км / 100+ км                              | 25 км / 50 км                                |
| Продолжительность полета          | 1,5 ч                                        | 1,3 ч                                        | 4 или 8 ч                                    | 5 ч                                          | 2,5 ч                                        |
| Размах крыла БЛА                  | 1,61 м                                       | 0,81 м                                       | 1,68 м                                       | 2,8 м                                        | 1,8 м                                        |
| Максимальная высота полета        | 3600 м                                       | 3600 м                                       | 3000 м                                       | 5000 м                                       | 5000 м                                       |
| Запуск                            | За корпус БЛА                                | За корпус БЛА                                |                                              |                                              | За рукоятки                                  |
| Взлет                             | Эластичная катапульта                        | Эластичная катапульта                        | Пневматическая или механическая катапульта   | Пневматическая или механическая катапульта   | Эластичная катапульта                        |
| Посадка                           | Парашют /в сеть                              | Парашют /в сеть                              | Парашют /в сеть                              | Парашют /в сеть                              | Парашют /в сеть                              |
| Тип двигателя                     | Электрический тянущий                        | Электрический тянущий                        | ДВС тянущий                                  | Электрический толкающий                      | Электрический толкающий                      |
| Скорость                          | 65—100 км/ч                                  | 65—120 км/ч                                  | 130—200 км/ч                                 | 65—100 км/ч                                  | 65—100 км/ч                                  |
| Максимальная взлетная масса       | 5,5 кг                                       | 2,5 кг                                       | 16 кг                                        | 8,0—10,5 кг                                  | 6,5 кг                                       |
| Масса целевой нагрузки            | до 1 кг                                      | 0,3 кг                                       | до 1,5 кг                                    | до 1,5 кг                                    | до 1 кг                                      |
| Навигация                         | ИНС с коррекцией GPS/ГЛОНАСС, радиодальномер | ИНС с коррекцией GPS/ГЛОНАСС, радиодальномер | ИНС с коррекцией GPS/ГЛОНАСС, радиодальномер | ИНС с коррекцией GPS/ГЛОНАСС, радиодальномер | ИНС с коррекцией GPS/ГЛОНАСС, радиодальномер |
| Диапазон рабочих температур       | −50 °C…+50 °C                                | −50 °C…+50 °C                                | −50 °C…+50 °C                                | −50 °C…+50 °C                                | −50 °C…+50 °C                                |

## Беспилотные самолёты

### Zala 421-20
Беспилотный самолет большого радиуса действия — до 120 км, размах крыла — 6 м, масса целевой нагрузки — до 50 кг. Способен комбинировать на борту различные системы, среди которых — аэронавигация, автоматическая расшифровка данных, лазерное целеуказание и целевые нагрузки высокого разрешения.

### Zala 421-09
Построен по нормальной аэродинамической схеме с двухбалочным оперением. Старт и посадка производится с грунтового покрытия. На дрон устанавливается лыжное или колесное шасси.
Предназначен для мониторинга земной поверхности. Полезная нагрузка аппарата — телекамера и тепловизор на гиростабилизированной платформе. Построен по нормальной аэродинамической схеме с двухбалочным оперением. Старт и посадка производится с грунтового покрытия. На дрон устанавливается лыжное или колесное шасси.
ТТХ
- Максимальная взлетная масса 70 кг
- Тип двигателя 1 ДВС
- Мощность, л. с. 1 х
- Максимальная скорость 130 км/ч
- Крейсерская скорость 90 км/ч
- Радиус действия 250 км
- Продолжительность полета 10 ч 30 мин
- Практический потолок 3000 м

## Барражирующие боеприпасы(дроны-камикадзе)
Беспилотные дроны-камикадзе предназначены для высокоточного поражения целей подрывом боевого заряда, размещённого в дроне, при прямом столкновении дрона с целью.
Первой версией такого дрона был Куб-БЛА по схеме планера «летающее крыло», следующая версия дрона ZALA Ланцет был выполнен по схеме X-образного планера для более высокой маневренности и скороподъемности.

## Вертолёты одновинтовые
Беспилотные вертолёты предназначены для аэрофотосъёмки, трансляции и ретрансляции теле- и радиосигналов, проведения экологических экспериментов, доставки медикаментов, продуктов и почты при оказании экстренной помощи в процессе ликвидации аварий и катастроф в труднодоступных и опасных для человека местах, а также для инженерной, радиационной, химической и биологической разведки.
Zala 421-02 демонстрировался на выставках Международного форума средств обеспечения безопасности государства «INTERPOLITEX-2005» и «INTERPOLITEX-2006» («Интерполитех-2006»).
| Характеристика                        | 421-02         | 421-02X        | 421-06                        | 421-23         |               |
| ------------------------------------- | -------------- | -------------- | ----------------------------- | -------------- | ------------- |
| Радиус действия видео/радиоканала, км | 50             | 25 / 50        | 15                            | 25 / 50        |               |
| Продолжительность полета, ч           | 6              | 1,5-2          | 2                             | 1,5            |               |
| Диаметр несущего винта, м             | 3,06           | 3,12           | 1,77                          | 2,15           |               |
| Габариты, длина/высота/ширина, м      | 2,64x0,79x0,56 | 0,75х2,86х1,18 | 1,57x0,57                     | 0,54х2,63х0,86 |               |
| Максимальная высота полета, м         | 4000           | 3000           | 2000                          | 3000           |               |
| Запуск / Посадка                      | Вертикальный   | Вертикальный   | Вертикальный                  | Вертикальный   |               |
| Тип двигателя                         | 1 ПД           | ДВС (Ванкель)  | ДВС/электро (модель 421-06Е). | ДВС            |               |
| Скорость, GPS/ГЛОНАСС                 | 150            | до 60          | 50                            | до 50          |               |
| Максимальная взлетная масса, кг       | 95             | 90             | 12                            | 35             |               |
| Масса целевой нагрузки, кг            | до 50          | 25             | 2                             | 11,5           |               |
| Навигация                             | GPS/ГЛОНАСС    | GPS/ГЛОНАСС    | GPS/ГЛОНАСС                   | GPS/ГЛОНАСС    |               |
| Диапазон рабочих температур           | −30 °C…+40 °C  | −30 °C…+40 °C  | −30 °C…+40 °C                 | −30 °C…+40 °C  | −30 °C…+40 °C |

### ZALA 421-23
Разработан в 2010 году по закрытому заказу одного из российских министерств.
БПЛА разработан для установки профессиональных оптических приборов и обеспечения продолжительного мониторинга объектов. Предназначен для наблюдения за поверхностью суши и моря, для анализа объёма газов в воздушном слое и уровня радиоактивности в режиме реального времени, для распознавания, оценки повреждений и возгораний. Наиболее эффективно вертолет проявил себя при обследовании линий электропередач, при выполнении работ в рамках НИОКР в качестве универсальной летающей платформы для размещения требуемой целевой нагрузки. Специально разработанный сервоприводный подвес предполагает размещение целевых нагрузок массой до 13 кг, в том числе профессиональной камеры для кинематографии.
Конструкция
Построен по одновинтовой схеме с рулевым винтом с шасси полозкового типа. Силовая установка — оппозитный двухцилиндровый двигатель с воздушным охлаждением объёмом 80 см³. Несущий винт — двухлопастной. В 2012 году была выпущена электрическая версия БПЛА на аккумуляторных батареях, в том числе модификация с дополнительным топливным баком.

### ZALA-421-06

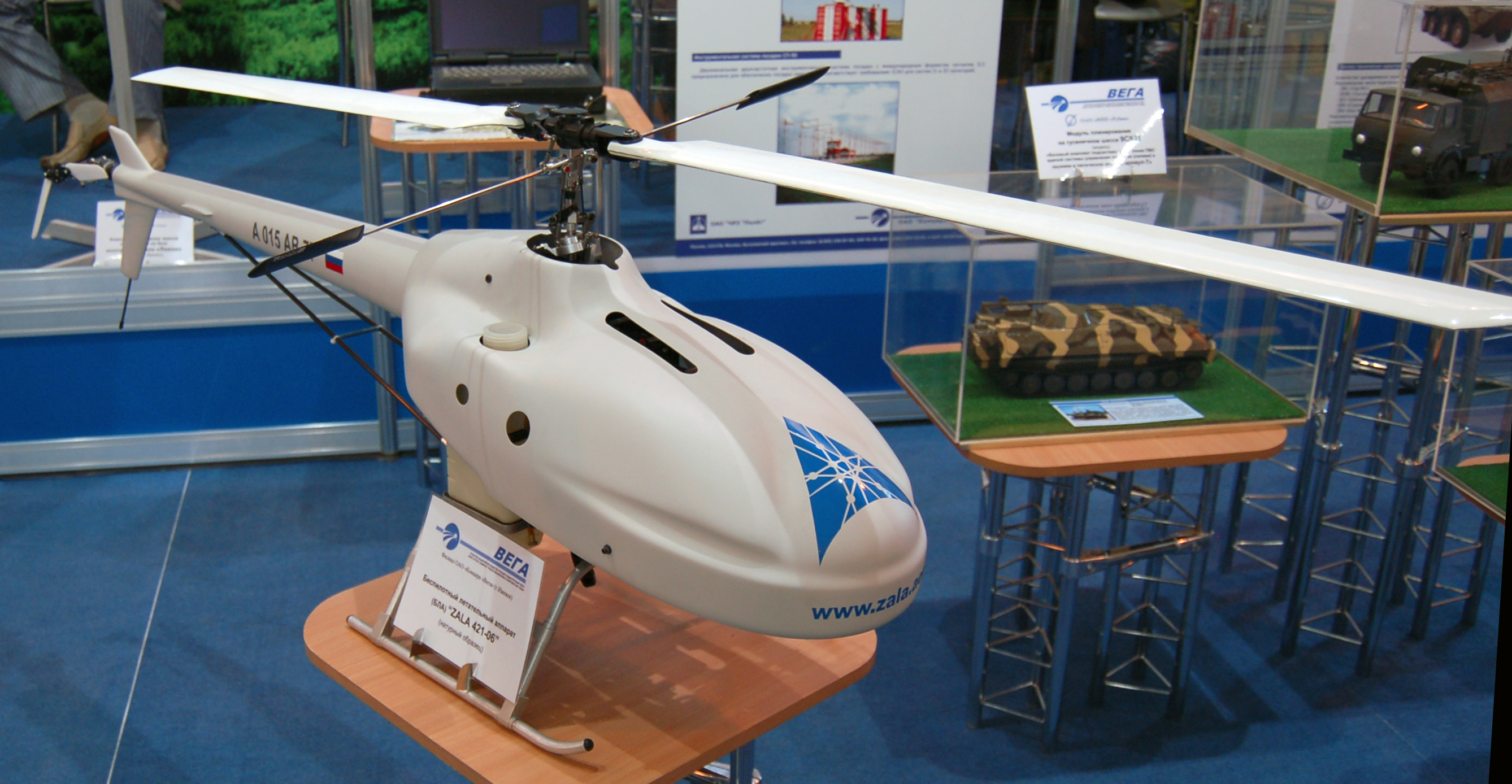
Zala-421-06 на выставке МАКС-2009

Модернизировался специально для МЧС, в 2008 году также проходил испытания на судне ледового класса в условиях полярного дня.
ZALA 421-06 предназначен для аэрофотосъёмки, трансляции и ретрансляции теле- и радиосигналов, проведения экологических экспериментов, доставки медикаментов, продуктов и почты при оказании экстренной помощи в процессе ликвидации аварий и катастроф в труднодоступных и опасных для человека местах, а также для инженерной, радиационной, химической и биологической разведки.
Бортовое оборудование ZALA 421-06 включает инфракрасную и электрооптическую камеры. В качестве опциональной полезной нагрузки используются детекторы радиации, химических газов и громкоговоритель. Передача данных на станцию управления аппаратом осуществляется в режиме реального времени по защищенному цифровому каналу.

## Вертолёты многороторные
Малогабаритные БПЛА вертолетного типа, мультикоптеры (многороторные), вертикального взлета и посадки, малого и среднего радиуса действия. Не требует специально подготовленной взлетно-посадочной площадки, что позволяет применять аппарат на труднодоступных участках местности.
| Характеристика                    | 421-21                        | 421-22                        |
| --------------------------------- | ----------------------------- | ----------------------------- |
| Радиус действия видео/радиоканала | 2 км / 2 км                   | 5 км / 5 км                   |
| Продолжительность полета          | 35 минут                      | 35 минут                      |
| Габариты без АКБ/с АКБ            | 0,60х0,52х0,07 м / ?          | ? / 1,06х1,06х0,24 м          |
| Максимальная высота полета        | 1000 м                        | 1000 м                        |
| Запуск / Посадка                  | Вертикальный — автоматический | Вертикальный — автоматический |
| Тип двигателя                     | Электрический тянущий         | Электрический тянущий         |
| Схема                             | шестироторная                 | восьмироторная                |
| Скорость                          | до 30 км/ч                    | до 30 км/ч                    |
| Максимальная взлетная масса       | 1,5 кг                        | 8 кг                          |
| Масса целевой нагрузки            | 0,3 кг                        | до 2 кг                       |
| Навигация                         | GPS/ГЛОНАСС                   | GPS/ГЛОНАСС                   |
| Диапазон рабочих температур       | −30 °C…+40 °C                 | −30 °C…+40 °C                 |

## Средства радиоэлектронной борьбы

### REX-2
Мобильный комплекс борьбы с БПЛА (антидроновое ружье), предназначенный для подавления каналов управления и передачи данных между оператором и дроном. Также комплекс предназначен для подавления спутниковых навигационных систем, в частности, GPS, ГЛОНАСС, GALILEO, BeiDou. Включает в себя модули подавления рассчитанные на частоты 2,4 ГГц и 5,8 ГГц.